# Stephen Royce
Stephen Royce, född 12 augusti 1787 i Tinmouth, Republiken Vermont, död 11 november 1868 i Berkshire, Vermont, var en amerikansk politiker och jurist. Han var guvernör i delstaten Vermont 1854–1856.
Royce utexaminerades från Middlebury College, studerade sedan juridik och inledde sin karriär som advokat i Vermont. År 1829 tillträdde han som domare i Vermonts högsta domstol. Han var domstolens chefsdomare 1846–1852.
Royce förde sin första guvernörsvalkampanj år 1854 ännu som Whigpartiets kandidat. Han efterträdde John S. Robinson som guvernör och bytte parti till det nygrundade Republikanska partiet. Som republikanernas kandidat omvaldes Royce sedan 1855 och efterträddes 1856 av partikamraten Ryland Fletcher. En obruten räcka av republikanska guvernörer följde i Vermont fram till 1963.
Royce avled 1868 och gravsattes på Calvary Cemetery i Franklin County, Vermont.